# Orest Fedorońko

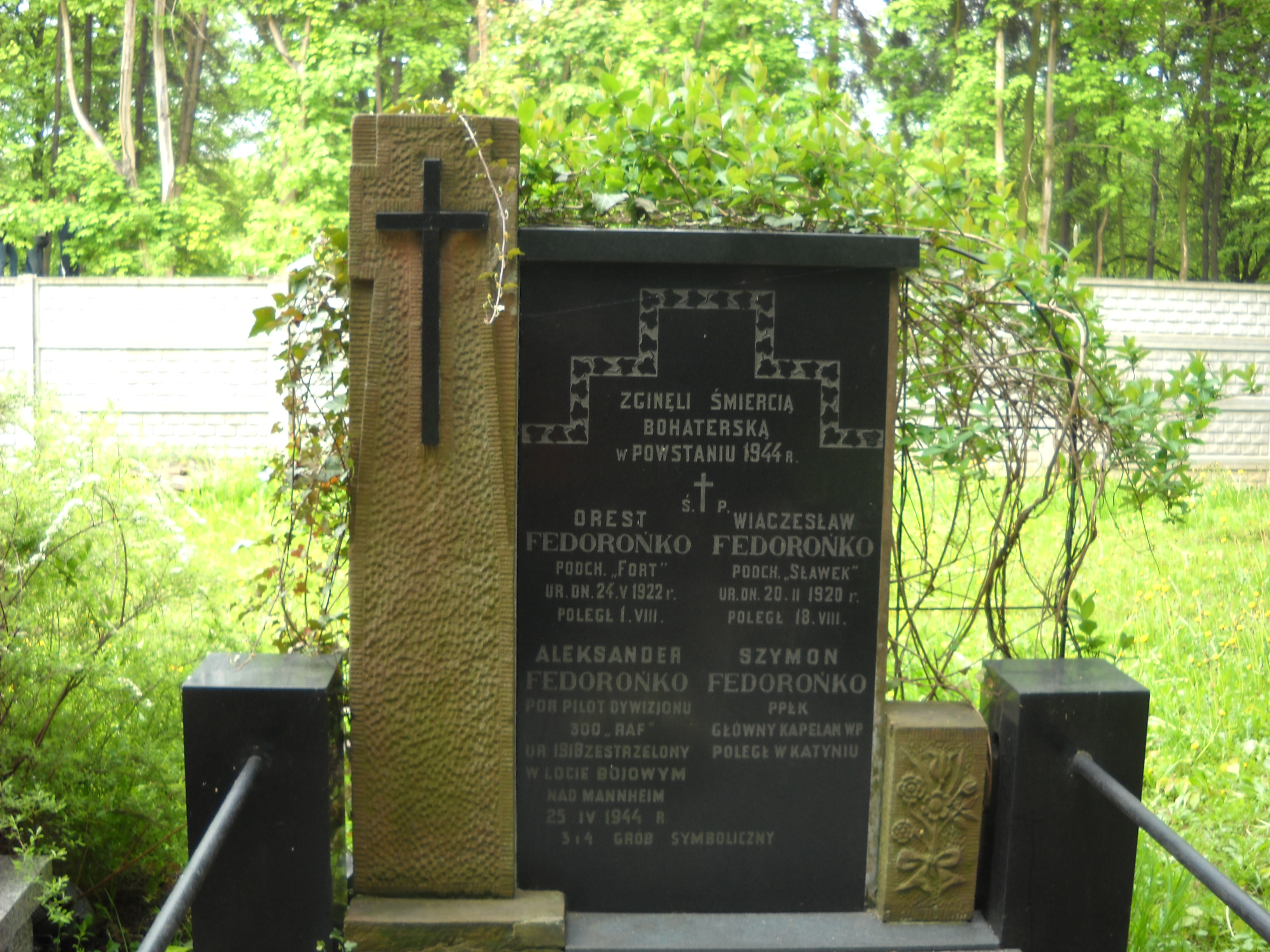
Symboliczny grób rodziny Fedorońko na cmentarzu prawosławnym na Woli w Warszawie

Orest Fedorońko, ukr. Орест Федоронько, ps. Fort (ur. 24 maja 1922 w Warszawie, zm. 1 sierpnia 1944 tamże) – żołnierz Związku Walki Zbrojnej – Armii Krajowej, powstaniec warszawski.

## Życiorys
Był najmłodszym synem księdza ppłk. Szymona (Semena) Fedorońko, naczelnego kapelana wyznania prawosławnego Wojska Polskiego, który zginął wiosną 1940 r. w Katyniu. Ukończył gimnazjum im. Władysława IV w Warszawie. Podczas okupacji niemieckiej należał do Związku Walki Zbrojnej (ZWZ), a następnie Armii Krajowej (AK). Przyjął pseudonim "Fort". Służył w konspiracyjnym Batalionie Saperów Praskich, a następnie Oddziale Dyspozycyjnym "B" Kedywu Okręgu Warszawskiego AK. Miał stopień kaprala podchorążego. 
Po wybuchu powstania warszawskiego 1 sierpnia 1944 r., został przydzielony do 1 plutonu oddziału ochronnego Kwatery Głównej sztabu Okręgu Warszawskiego AK. Zginął jeszcze tego samego dnia podczas walki z Niemcami na placu Dąbrowskiego. Pochowano go na podwórku jednego z budynków przy ulicy Jasnej. Symboliczny grób rodziny Fedorońko znajduje się na cmentarzu prawosławnym na Woli w Warszawie. Na początku listopada 2008 r. przy Soborze Metropolitarnym Marii Magdaleny na warszawskiej Pradze został przez prezydenta Lecha Kaczyńskiego odsłonięty obelisk poświęcony rodzinie Fedorońko.